# Marcus Cronström
Marcus Cronström, död 1679, var en svensk kunglig  räntmästare och assessor i Svea hovrätt. Han var son till myntmästaren Daniel Kock och sonson till myntmästaren Marcus Kock. Tillsammans med andra ättlingar till Marcus Kock adlades han 1667 med namnet Cronström  och introducerades året efter tillsammans med slina släktingar på Riddarhuset under nummer 687.

Han var ägare till Engeltofta och Malingsbo bruk. Han gifte sig 1675 med Sigrid Ekehielm.